# Lesné
Lesné é um município da Eslováquia, situado no distrito de Michalovce, na região de Košice. Tem 6,82 km² de área e sua população em 2018 foi estimada em 442 habitantes.

## Demografia
| Ano:        | 1994 | 2004   | 2014   | 2024   |
| ----------- | ---- | ------ | ------ | ------ |
| Broj ljudi: | 413  | 425    | 443    | 417    |
| Razlika:    |      | +2,90% | +4,23% | -5,86% |

| Ano:               | 2023 | 2024   |
| ------------------ | ---- | ------ |
| Número de pessoas: | 430  | 417    |
| Diferença:         |      | -3,02% |